# Hullámhaverok
A Hullámhaverok (eredeti cím: The Beach Crew) ausztrál–amerikai televíziós 2D-s számítógépes animációs sorozat, amely 2008-ban indult. Magyarországon a KidsCo adta.

## Ismertető
A hullámhaverok a történet főhősei, akik vidámak, mókásak, Beachville-nek a tengerpartján élnek és szeretnek játszani.

## Szereplők
- Billy Boogie – A strand hőse, aki az utat vezeti, miközben a gonosz pásztorbotjaival bárhol harcol. Mókás, ingerlékeny és egy jó időhöz mindig kedve van.
- Sammy Surfboard – Billy legjobb barátja, aki egy geget szeret és kissé tartózkodó az egész világban. Együtt szörfözik Billy-vel a világ körül. Jól szórakozik, amíg a rossz fiúkkal harcol.
- Mini Malibu – A Beachville-i bisztrót üzemelteti. Billy-vel és Sammy-vel a legjobb barát. Egy fiatal lány, aki szeret szörfözni és segít a fiúknak.
- Cash Coin – Egy kapzsi bűnöző, aki mindig bűnös dolgokon cselekszik azért, hogy egy dollárt kaparintson meg. Nem száll meg semmit sem azért, hogy több készpénzt kerítsen a piszkos kezeibe.
- Slimy Seaweed – Cash Coin segédje. A város egy részén él. Látják róla, hogy mindig bajt okoz a strandon, de Billy és Sammy azon dolgoznak, hogy meghiúsítsák a terveit.
- Uncle Umbrella – A strandon egy bölcs és öregember. A csapat egyik tagja és a saját útja is megvan.
- Screechy Seagull – Egy lelkes sirály, aki a nyájával repül Beachville fölött és az egeket akarja irányítani.

## Magyar hangok
- Joó Gábor – Billy
- Moser Károly – Sammy

## Epizódok
1. Sárkányármány
2. Húzós mi csőbe húz
3. Fergeteges zsákmány
4. Sülve-főve együtt
5. Szellem a parton
6. Hatalmas élmény
7. Mini karakó kefe szilánkja
8. Világ klasszis szörföző
9. Maszat-moszat
10. Mentsük meg a szörfklubot
11. Moona-val megússzuk
12. Derült égből villámcsapás
13. A hawaii-i kulatúra
14. Diszkóbugi
15. Gázos páros
16. Virágok az útmentén
17. Nagy nap Los Angeles-ben
18. A tavaszi napfény